# Малков, Всеволод Аркадьевич
Всеволод Аркадьевич Малков (05.05.1908 — 21.09.1980) — конструктор артиллерийского и зенитного оружия, лауреат Сталинской премии.

## Биография
Работал в КБ завода № 8 имени М. И. Калинина в Подлипках, затем (после эвакуации) — в Свердловске, в должностях от чертёжника до ведущего инженера-конструктора.
Принимал участие в создании новых образцов пушек и малокалиберной зенитной артиллерии.
Умер в Свердловске 21 сентября 1980 года. Похоронен на Широкореченском кладбище.

## Награды и звания
Лауреат Сталинской премии 1948 года (в составе авторского коллектива) — за создание нового образца пушки.
Награждён орденом Трудового Красного Знамени (1945).